# 柏林果酱包
柏林果酱包（德語：Berliner Pfannkuchen，简称），又稱為柏林娜、柏林甜甜圈，是一种德国传统甜点，类似于甜甜圈，不过中间并没有孔。柏林果酱包以发酵面团炸制而成，中间填入果酱馅，一般上覆糖霜、糖粉或普通的食糖。
传统上，人们仅在跨年和狂欢节（玫瑰星期一与忏悔星期二）时食用柏林果酱包，不过如今已常年有供应。德国有一个捉弄人的习俗，会将芥末代替果酱填入果酱包，并与其他普通果酱包混在一起，让人误食。

## 稱呼方式

### 德語區
柏林果酱包在各地有着不同的称呼，在北德、西德及瑞士一般将其称作，或直接称为。柏林当地人以及勃兰登堡、西波美拉尼亚、萨克森-安哈尔特、萨克森等地则称其为（在德国其他地方該詞指鬆餅）。在中德、南德及奥地利的大部分地区，柏林果酱包属于的一种，有时称为或。黑森人将柏林果酱包被称为或，而普法尔茨人则称其为或。而在更南边的士瓦本，人们则会用当地方言来称呼这一甜点。

### 其他歐洲國家
在歐洲其他國家亦有類似的甜點，在斯洛凡尼亞稱為「Trojanski krof」；在克羅埃西亞稱為「krafni」；在波士尼亞和塞爾維亞是「krofne」；在波蘭稱為「pączki」；在烏克蘭稱為「pampushky」；在捷克共和國稱為「kobliha」；在匈牙利是「bécsi fánk」；在荷蘭稱為「Berlinerbol」；在比利時稱為「boule de Berlin」；在芬蘭有「hillomunkki」和「berliininmunkki」兩種名稱；在挪威稱為「berlinerbolle」；在斯洛伐克稱為「šiška」；在羅馬尼亞則是「gogoși」；土耳其也有稱為「Alman Pastası」的類似甜點。

## 起源傳說
據說1756年時一名糕點師投入腓特烈大帝的普魯士軍旅，想擔任砲手，卻被告知身體檢查不符合服役標準，最後他仍被允許在軍團裡擔任伙房兵。為了感謝軍隊，他特別按照加農炮砲彈的型態做出「柏林娜」，所以這款果醬包才會是如棒球般大小的渾圓體態。

## 軼聞

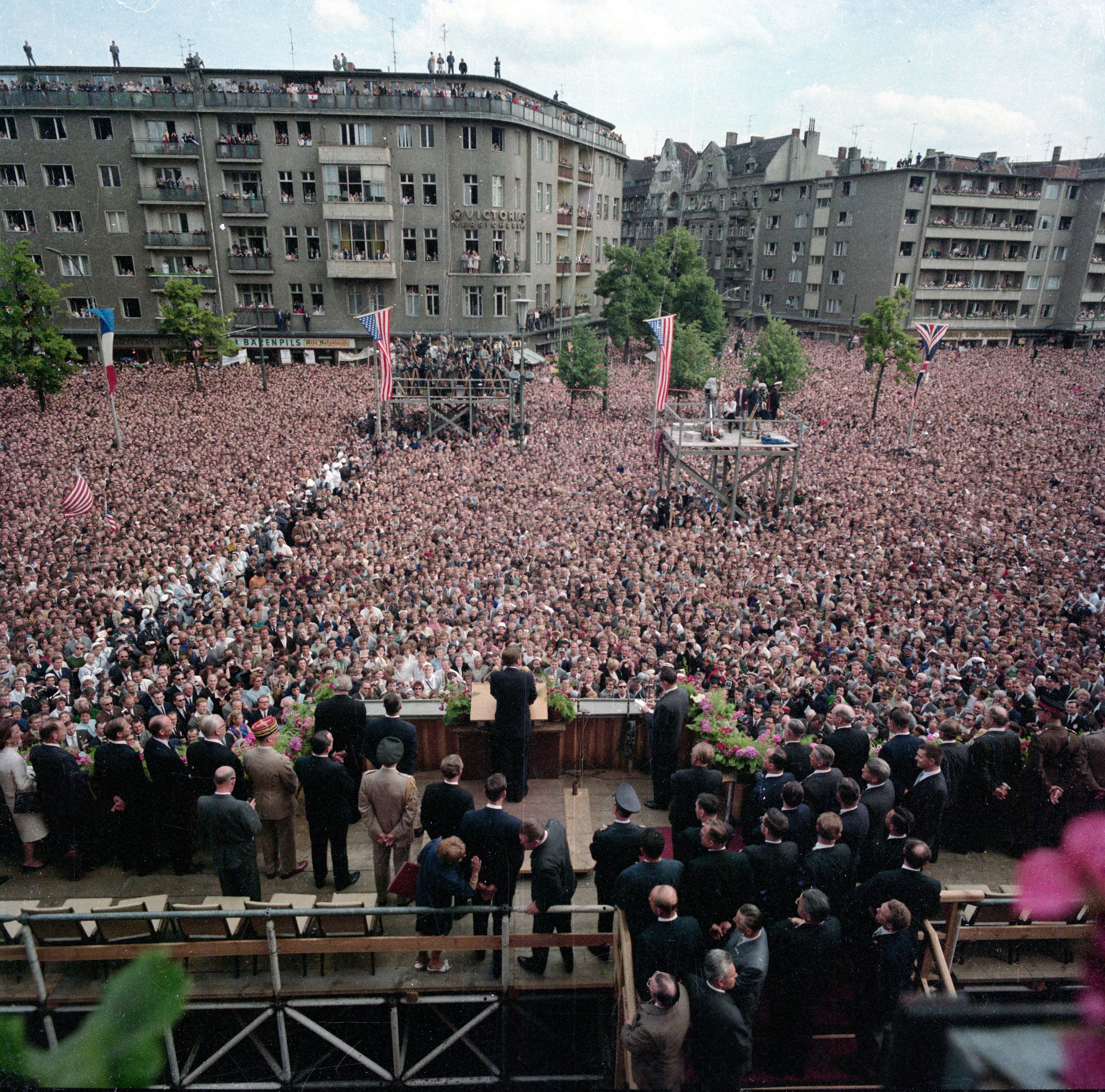
美國總統肯尼迪在西柏林演講時的情況

1963年6月，美國總統約翰·甘迺迪來到西柏林，當時正值冷戰最緊張的時期；二年前，蘇聯下令建造柏林圍牆，一舉把整個城市分成東西兩半。甘迺迪在演講時說到：
“兩千年前，最自豪的一句話是『civis Romanus sum』（我是羅馬公民）；今天，在自由世界，最自豪的一句話則是『Ich bin ein Berliner』（我是柏林人）……所有自由人，無論生活在哪，都是柏林的公民。因此，身為自由人，我以『Ich bin ein Berliner』感到自豪！（原文：Two thousand years ago the proudest boast was civis Romanus sum. Today, in the world of freedom, the proudest boast is ‘Ich bin ein Berliner’… All free men, wherever they may live, are citizens of Berlin, and, therefore, as a free man, I take pride in the words ‘Ich bin ein Berliner!’）”
全場爆出巨大歡呼聲，這段演講被視為甘迺迪最成功的演講之一。
然而時隔 25 年後卻開始出現某種都市傳說，有人說在德文中，「我是柏林人」的正確講法是「Ich bin Berliner」，一旦加上不定冠詞「ein」，「Berliner」就會變成著名的德式甜點：「我是顆『柏林娜』。」然而柏林人不把果醬包叫做「柏林娜」，而是稱為「Pfannkuchen」（在德國其他地方該詞指鬆餅），所以沒有人把這場演講跟甜點聯想在一起。
之所以會造成這樣的誤解，應該是1983年出版的間諜小說《柏林遊戲》（Berlin Game）中，有個角色說：「在甘迺迪發表著名宣言後的隔天，柏林漫畫家全都在報紙上畫上果醬包。」後來多家英語系媒體誤以為真，紛紛發表相關報導，如《衛報》、CNN、《時代雜誌》、《紐約時報》等。